# Edwin Cynrig Roberts
Edwin Cynrig Roberts, también escrito Edwyn Cynrig Roberts, (Cilcain, Flintshire, Gales, 1838 - Bethesda, Gwynedd, 17 de septiembre de 1893) fue un pionero patagónico galés que tuvo una importante labor durante la época de la Colonización galesa en Argentina.

## Biografía
Edwin Roberts nació en Y Bryn, ubicado en el pueblo de Cilcain, Flintshire, siendo hijo de John y Mary Kendrick, pero emigró con su familia a Wisconsin en 1847. Un movimiento colonial galés comenzó hacia 1856 en los Estados Unidos, donde algunos de ellos vieron que sus compatriotas estaban perdiendo su lengua y cultura y convirtiéndose en estadounidenses. Roberts llegó a ser prominente con el movimiento y, cuando se hizo evidente que los arreglos para un grupo de viaje a la Patagonia por parte de los colonos no se llevaría a cabo, planeó emigrar allí por su cuenta.

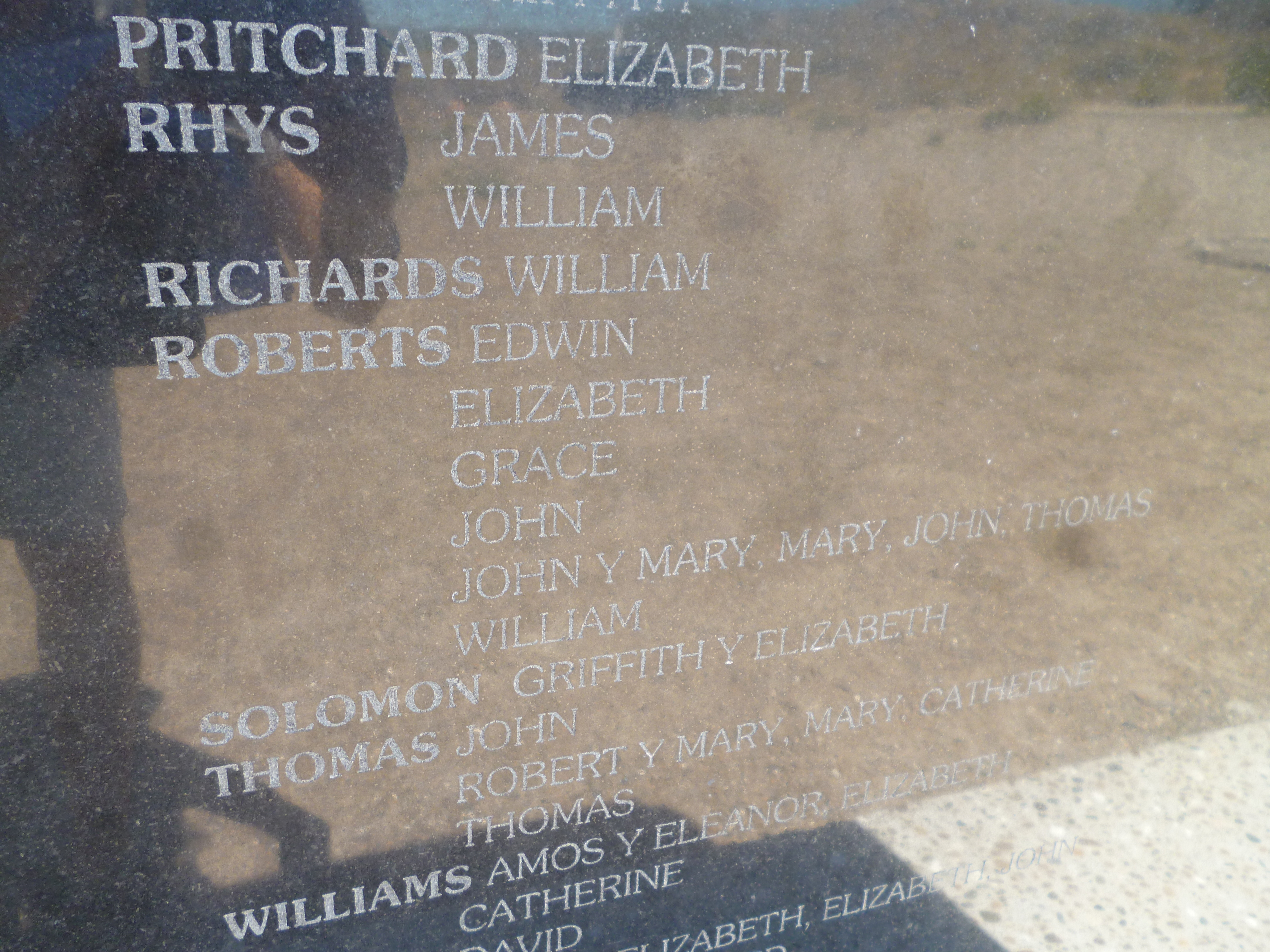
Nombre de Edwin Roberts en el monumento del desembarco en punta Cuevas, Puerto Madryn.

Él estaba convencido de viajar a Gales para buscar a otros que estaban dispuestos a emigrar a la Patagonia, para eso, entró en contacto con Michael Daniel Jones. Viajó a través de Gales para dar charlas sobre el tema, y se convirtió en una parte de la Sociedad de Emigración de Liverpool, formada en Liverpool en 1861 para organizar la nueva colonia. En mayo de 1865, aproximadamente 160 galeses abandonaron su país desde Liverpool a Puerto Madryn, en la Patagonia a bordo del Velero Mimosa. Llegaron a Chubut el 28 de julio y él junto con Lewis Jones estaban allí listos para recibirlos.
A diferencia de la mayoría de los emigrantes galeses a la Patagonia, que eran inconformistas, Roberts era anglicano.
En 1866, se casó con Anne Jones, una pasajera del Mimosa. Más tarde, él y varios compañeros fueron en busca de oro en los Andes. Consiguieron encontrar algo, y Edwin Roberts visitó Gales para tratar de recaudar dinero para formar una empresa para explotar el recurso. Murió de un ataque al corazón en Bethesda, Gwynedd unos días antes de regresar de nuevo a la Patagonia.